# Mercedes Cup 2007
Il Mercedes Cup 2007 è stato un torneo di tennis giocato sulla terra rossa. È stata la 30ª edizione del Mercedes Cup, che fa parte della categoria International Series Gold nell'ambito dell'ATP Tour 2007. Si è giocato a Stoccarda in Germania, dal 16 al 23 luglio 2007.

## Campioni

### Singolare
Rafael Nadal ha battuto in finale  Stan Wawrinka con il punteggio di 6–4, 7–5

### Doppio
František Čermák /  Leoš Friedl hanno battuto in finale  Guillermo García López /  Fernando Verdasco con il punteggio di 6–4, 6–4